# Chiesa di San Demetrio (Oschiri)
La chiesa di San Demetrio è un edificio religioso situato a Oschiri, centro abitato della Sardegna settentrionale. La chiesa, risalente alla prima metà dell'XI secolo ed edificata in forme romaniche, è ubicata su un'altura che domina il paese, all'interno del complesso cimiteriale.

Consacrata al culto cattolico fa parte della parrocchia della Beata Vergine Immacolata, diocesi di Ozieri.

## Galleria d'immagini

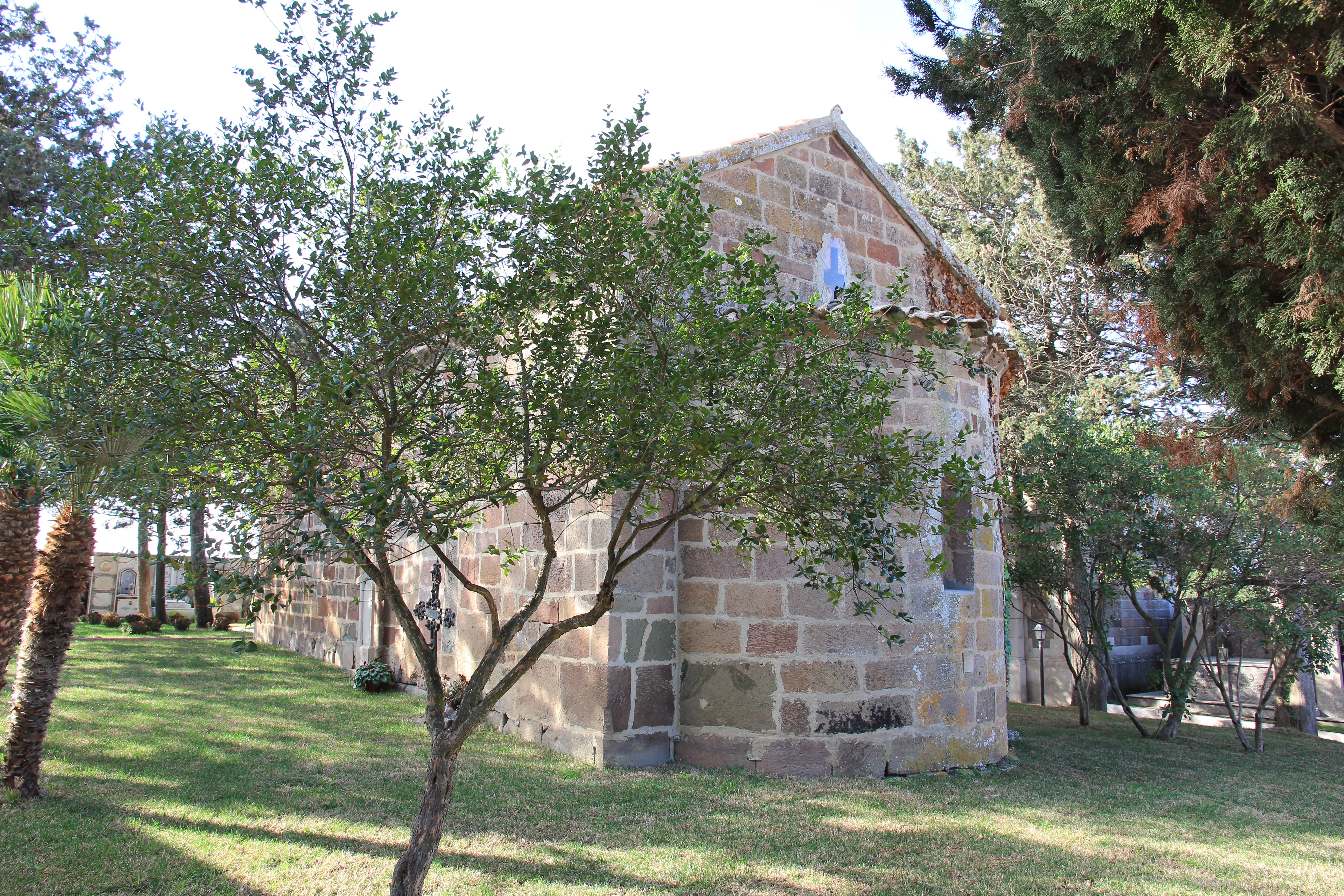
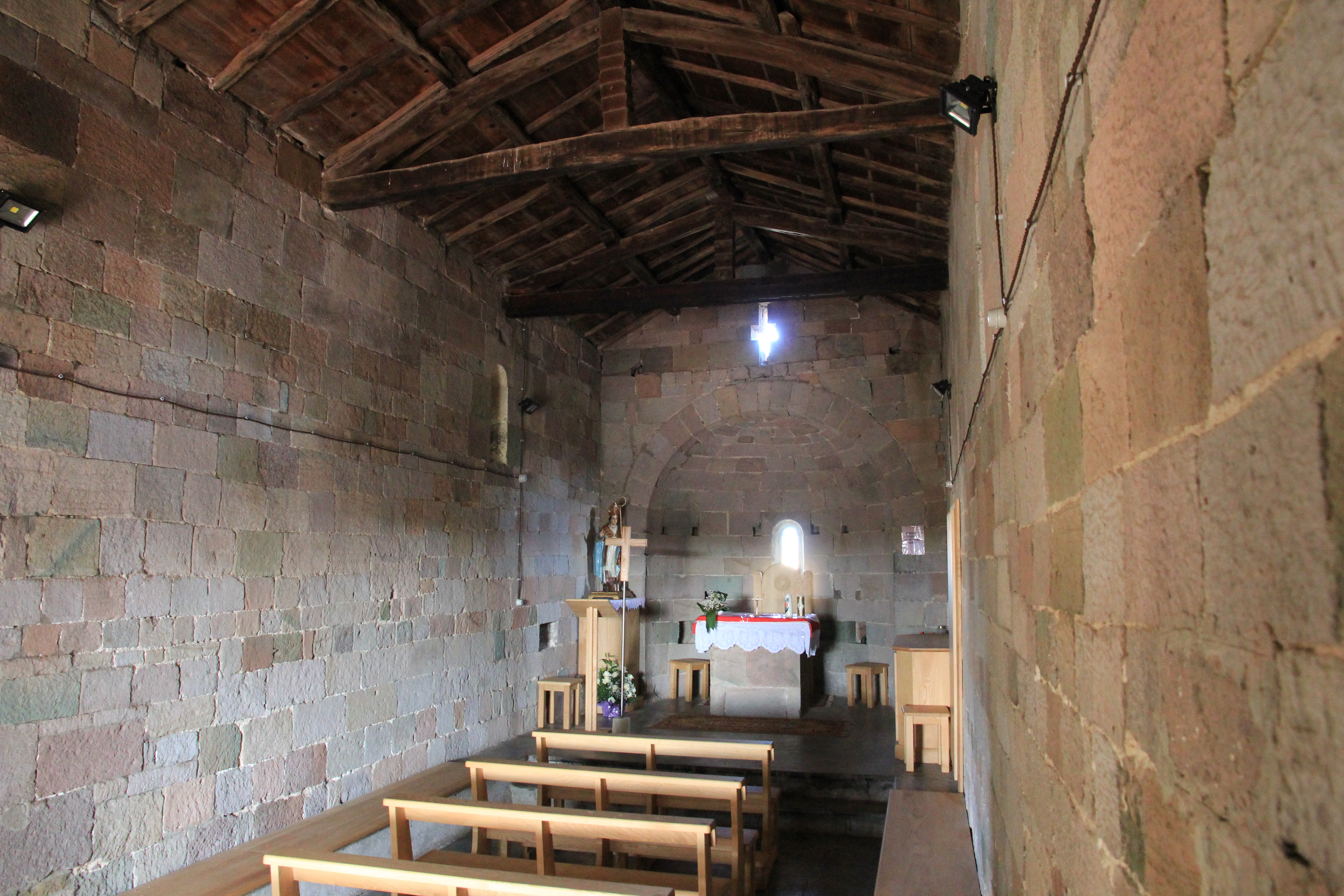
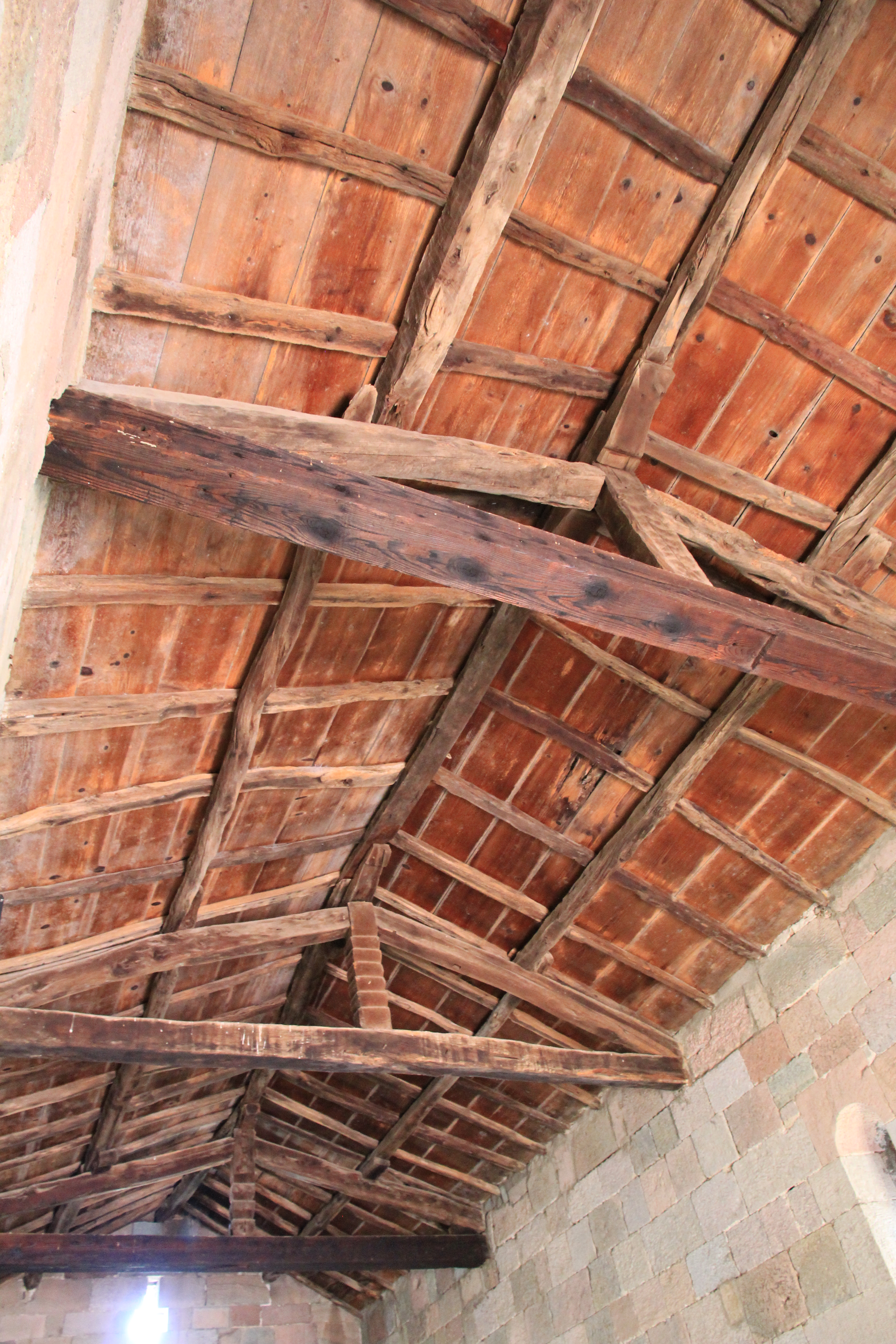